# Tim Sparks
Tim Sparks (Winston-Salem, 31 ottobre 1954) è un chitarrista statunitense.

## Discografia
- The Nutcracker Suite (1993)
- Guitar Bazaar (1995)
- One String Leads To Another (1999)
- Neshamah (Songs From The Jewish Diaspora) (1999)
- Tanz (with Cyro Baptista and Greg Cohen) (2000)
- At The Rebbe's Table (2002)
- Masada Guitars (una compilation che include anche Bill Frisell e Marc Ribot) (2003)